# Filippo Corridoni (sous-marin)
Le Filippo Corridoni est un sous-marin mouilleur de mines italien de la classe Bragadin construit au début des années 1930 pour la Marine royale italienne.
Le sous-marin a été nommé en mémoire du syndicaliste révolutionnaire et interventionniste Filippo Corridoni, Médaille d'or de la valeur militaire de la Première Guerre mondiale, mort pendant la guerre sur le Carso le 23 octobre 1915.

## Conception et description
Les sous-marins de la classe Bragadin étaient des versions améliorées de la classe antérieure classe Pisani. Ils partageaient les problèmes de stabilité de cette classe et ont dû être modifiés pour corriger ces problèmes après la fin de leur construction. Ils déplaçaient 846 tonnes en surface et 997 tonnes en immersion. Les sous-marins, tels qu'ils ont été construits, mesuraient 71,5 mètres de long, 6,15 mètres de large et 4,8 mètres de tirant d'eau. En 1935, la poupe a été raccourcie et les bateaux ont été bombés pour améliorer leur stabilité. Ils mesurent désormais 68 mètres de long, 7,1 mètres de large et 4,3 mètres de tirant d'eau. Ils avaient une profondeur de plongée opérationnelle de 90 mètres (300 pieds). Leur équipage comptait 56 officiers et hommes.
Pour la navigation de surface, les sous-marins étaient propulsés par deux moteurs diesel de 1 440 chevaux (1 074 kW), chacun entraînant un arbre d'hélice. En immersion, chaque hélice était entraînée par un moteur électrique de 625 chevaux-vapeur (466 kW). Ils pouvaient atteindre 11,5 nœuds (21,3 km/h) en surface et 7 nœuds (13 km/h) sous l'eau. En surface, la classe Bragadin avait une autonomie de 4 180 milles nautiques (7 740 km) à 6,5 noeuds (12 km/h), en immersion, elle avait une autonomie de 86 milles nautiques (159 km) à 2,2 noeuds (4,1 km/h).
Les sous-marins étaient armés de quatre tubes lance-torpilles internes de 53,3 centimètres (21,0 pouces) à l'avant pour lesquels ils transportaient six torpilles. Ils étaient également armés d'un canon de pont 102/35 Model 1914 pour le combat en surface. Leur armement anti-aérien consistait en deux mitrailleuses Breda Model 1931 de 13,2 mm. A l'arrière se trouvaient deux tubes qui pouvaient accueillir au total 16 ou 24 mines navales, selon le type.

## Construction et mise en service
Le Filippo Corridoni est construit par le chantier naval Cantieri navali Tosi di Taranto (Tosi) de Tarente en Italie, et mis sur cale le 4 juillet 1927. Il est lancé le 30 mars 1930 et est achevé et mis en service le 17 novembre 1931. Il est commissionné le même jour dans la Regia Marina.

## Histoire du service
Pendant la Seconde Guerre mondiale, il a été fortement employé dans le transport de fournitures, accomplissant 15 missions de ce type.
Sa première mission, qui débuta le 30 juin 1940 avec son départ de Naples, consistait à transporter 27 tonnes de provisions à Tobrouk, où elle arriva le 3 juillet, couvrant 20 960 milles en surface et 2 172 miles sous l'eau.
Pendant le conflit 1940-1943, outre les 15 missions de transport susmentionnées, il a effectué 23 missions offensives ou exploratoires et 7 missions de transfert.
A l'armistice du 8 septembre, il se rend aux Alliés à Palerme, d'où il part le 20 septembre 1943, avec cinq autres sous-marins et plusieurs unités navales, pour Malte. Le 13 octobre, il retourne en Italie, avec 15 autres sous-marins.
Toujours en octobre 1943, il est stationné à Haïfa, et le 29 octobre, il débarque à Portolago, réapprovisionnant l'île de Leros avant sa chute. .
Radié le 1er février 1948,, il est ensuite mis au rebut.